# Egletes floribunda
Egletes floribunda là một loài thực vật có hoa trong họ Cúc. Loài này được Poepp. mô tả khoa học đầu tiên.